# Ficus habrophylla
Ficus habrophylla är en mullbärsväxtart som beskrevs av G. Bennett och Berthold Carl Seemann. Ficus habrophylla ingår i släktet fikonsläktet, och familjen mullbärsväxter. Inga underarter finns listade i Catalogue of Life.